# Egalicia flavescens
Egalicia flavescens là một loài bọ cánh cứng trong họ Cerambycidae.